# ベアトリス・フィン
ベアトリス・フィン（スウェーデン語: Beatrice Fihn、1982年11月2日 - ）は、スウェーデンの平和運動家。
ヨーテボリ生まれ。同世代の移民や難民と接するなかで、国際情勢に関心を持つようになり、ストックホルム大学で国際関係を専攻、ユニヴァーシティ・カレッジ・ロンドンで国際法の修士号を取得した。2009年にジュネーブの非政府組織（NGO）婦人国際平和自由連盟にてインターンシップに参加。2010年、前述の婦人国際平和自由連盟に人権活動家として入職し、軍縮問題を担当した。2014年、核兵器廃絶国際キャンペーン（ICAN）に移籍し、事務局長を務める。
ICANの2017年ノーベル平和賞受賞を受け、同年12月10日授賞式で演説。2018年1月12日-18日初訪日し、長崎大学核兵器廃絶研究センター主催のシンポジウムでの基調講演、長崎原爆資料館での長崎市長田上富久との会談、広島平和記念資料館訪問、被爆者との会談、与野党の国会議員との討論集会出席、創価学会本部訪問などをおこなった。